# 1985 RR3
1985 RR3 är en asteroid i huvudbältet som upptäcktes den 7 september 1985 av den belgiske astronomen Henri Debehogne vid La Silla-observatoriet.
Asteroiden har en diameter på ungefär 8 kilometer och den tillhör asteroidgruppen Eos.